# Rudolf Vejrych
Rudolf Vejrych (18. ledna 1882 Podmokly – 18. února 1939 Praha) byl český akademický malíř, grafik, ilustrátor a pedagog.

## Život
Rudolf Vejrych se narodil v Podmoklech nad Labem. Jeho otec Rudolf Vejrych byl železniční úředník, jeho matka byla Josefa Vejrychová-Dapeciová. Kolem roku 1884 se s rodiči přestěhoval do Prahy. Rudolf měl ještě dva starší sourozence. Bratr Karel byl významný pianista a hudební pedagog. Sestra Ela byla první ženou Maxe Švabinského. Právě on přivedl mladého Rudolfa k malování.
Po absolvování obecné školy navštěvoval nižší gymnázium v Truhlářské ulici v Praze. Po ukončení gymnázia odešel v roce 1897 studovat na Uměleckoprůmyslovou školu. Školil se u prof. Felixe Jeneweina a Jana Preislera. V roce 1900 přestoupil na pražskou malířskou Akademii, kde studoval u prof. Maxmiliána Pirnera. Akademické studium ukončil v roce 1904. Za vystavený obraz v Rudolfinu, jeho autoportrét z roku 1905 obdržel Hlávkovo stipendium, které mu umožnilo odcestovat na studijní pobyt do Paříže.
V roce 1918 se stal členem SVU Mánes a zároveň převzal po zemřelém malíři Karlu Raškovi ateliér (Mánesova ul., č. 30) a jeho soukromou malířskou školu. K jeho žákům patřili např. Martin Benka, Jaromír Hlavsa, Václav Bartovský, Ludmila Jiřincová, Božena Solarová, Karel Karas, Jan a Adolf Wenigové, sochař Jan Kodet, Jiří Horník a Emil Kotrba.
V letech 1913-1925 pracuje jako výtvarný redaktor Topičova sborníku.
V roce 1930 jej sociální cítění přivedlo do řad tzv. Levé fronty, která navazovala na činnost Svazu moderní kultury Devětsil.
Malíř Vejrych procestoval téměř celé Čechy i Slovensko a pobýval v řadě cizích zemí. Nejraději však pobýval v Kozlově, malé vesničce u České Třebové kam zajížděl již od roku 1891.
Zemřel roku 1939 po opakovaném záchvatu mozkové mrtvice, v den zahájení výstavy svých kreseb v pražské Feiglově galerii. Pohřben byl na hřbitově v Kozlově.

## Rodina
Jeho sestra Ela Vejrychová, provdaná Švabinská (1878—1968), byla první ženou Maxe Švabinského. V roce 1912 se oženil s Annou Procházkovou (1885—1942), která se v roce 1931 stala Švabinského druhou manželkou. S manželkou Annou měl Rudolf Vejrych dceru Zuzanu, kterou později adoptoval Max Švabinský. Vejrychovou druhou manželkou se v roce 1930 stala jeho žačka, malířka Božena Solarová.

## Dílo
Rudolf Vejrych byl žákem prof. M. Pirnera na pražské Akademii. F. V. Mokrý (1939) jeho rané dílo charakterizuje takto: "Od něho si přinesl do své další tvorby jemný smysl pro poesii tichých barevných souzvuků, cit pro odstíny, pro hudebnou skladbu a svůj měkký úhoz." Vliv na jeho další tvorbu měl Jan Preisler (např. Autoportrét) a zejména pak Max Švabinský (např. Anna v modrém).  Rané dílo je částečně ovlivněno i francouzským impresionismem a dílem Édouarda Vuillarda (např. Odpolední čaj, Akt v ateliéru a Ateliér), které měl možnost poznat při svém studijním pobytu ve Francii v r. 1907. 
Ve dvacátých letech se objevují na jeho obrazech sociální motivy, které reagují na tíživé poměry tehdejší doby. Sociální cítění ho také přivedlo do řad Levé fronty. Mezi díla tohoto období patří např. Dřevorubec (1921), Dívka se sněženkami (1922), Pradleny (1926), Chudá večeře (1928) a Chudý chlapec (1928). 
Třicátá léta znamenají přelom v tvorbě Rudolfa Vejrycha. Šedou barevnost vystřídala pestrá výrazová škála. Pod vlivem Henry Matisse vznikají poslední umělcova díla (např. Ležící ženský akt, Akt s kyticí a Čtenářka Božena Solarová).
Vysoké kvality dosahovaly i jeho kresby, které vysoce ocenil J. Pečírka při příležitosti posmrtné výstavy: "Zde je na místě se zmínit o krásných kresbách Vejrychových, jež jsou mnohdy hotovější nebo bezprostřednější jeho obrazů. Byl kreslíř vynikající a víc - dovedl prostě studii dle skutečnosti dát něco ze své vlastní ušlechtilosti a citové něhy."

## Autorké výstavy
- 1935 Výstava díla Rudola Vejrycha a Arnošta Hofbauera, SVU Mánes, Praha
- 1940 Výstava díla Rudola Vejrycha, SVU Mánes, Praha
- 1982 Rudolf Vejrych 1882 - 1939, Středočeská galerie, Praha
- 2013 Rudolf Vejrych 1882-1939: Obrazy, Galerie Nová síň, Praha

## Galerie

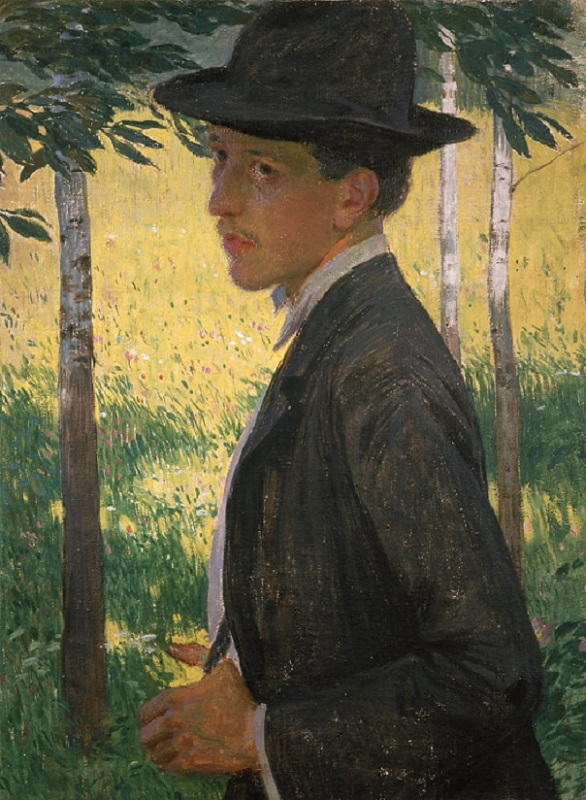
Rudolf Vejrych Autoportrét (1905)
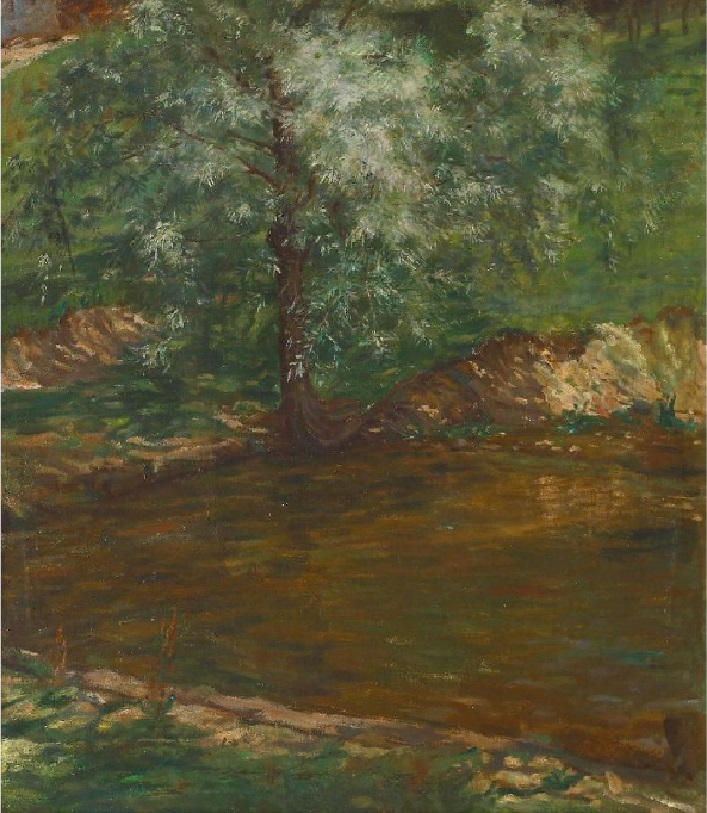
Rudolf Vejrych Tůň v lese (1905)
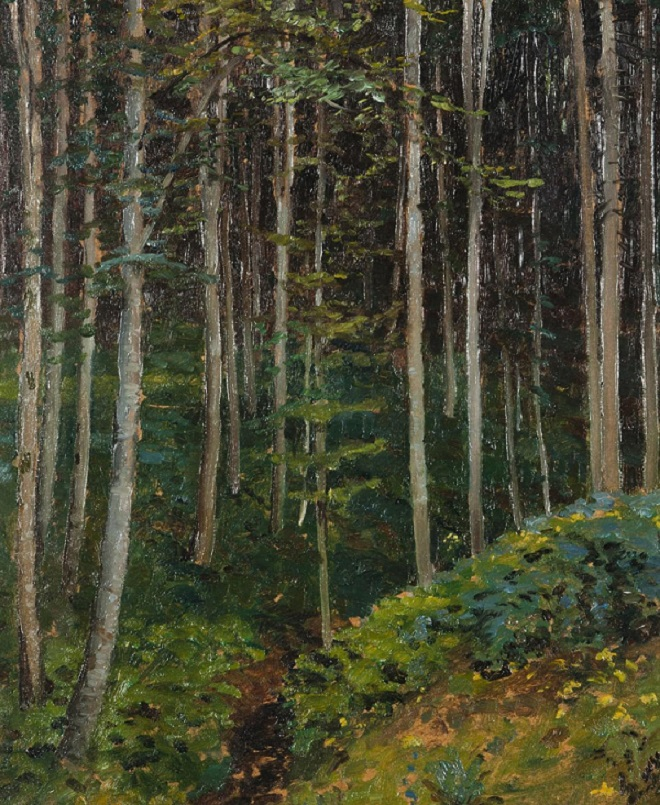
Rudolf Vejrych Lesní interiér
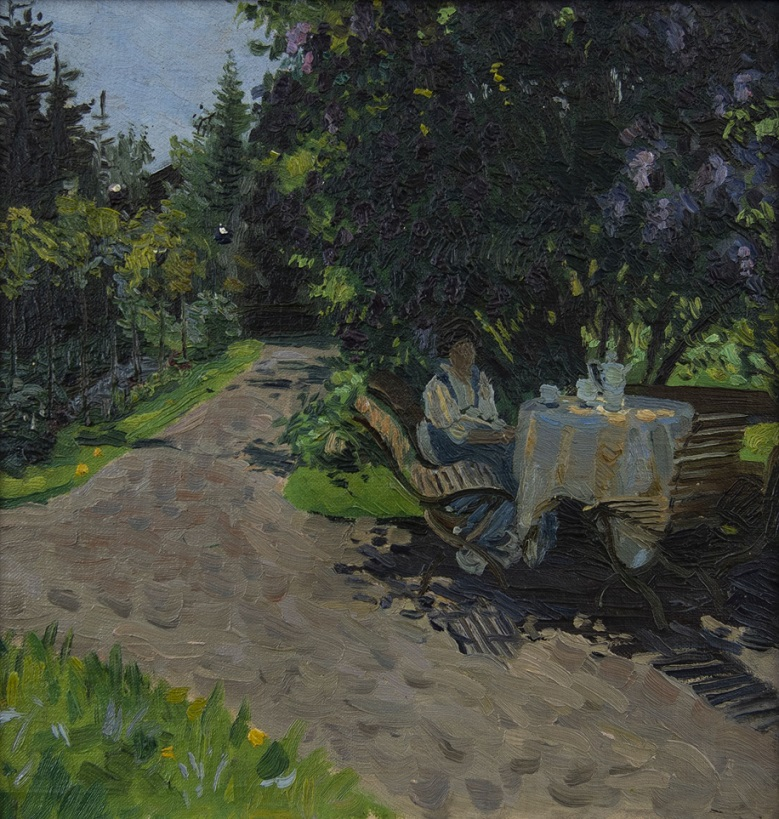
Rudolf Vejrych Odpolední čaj
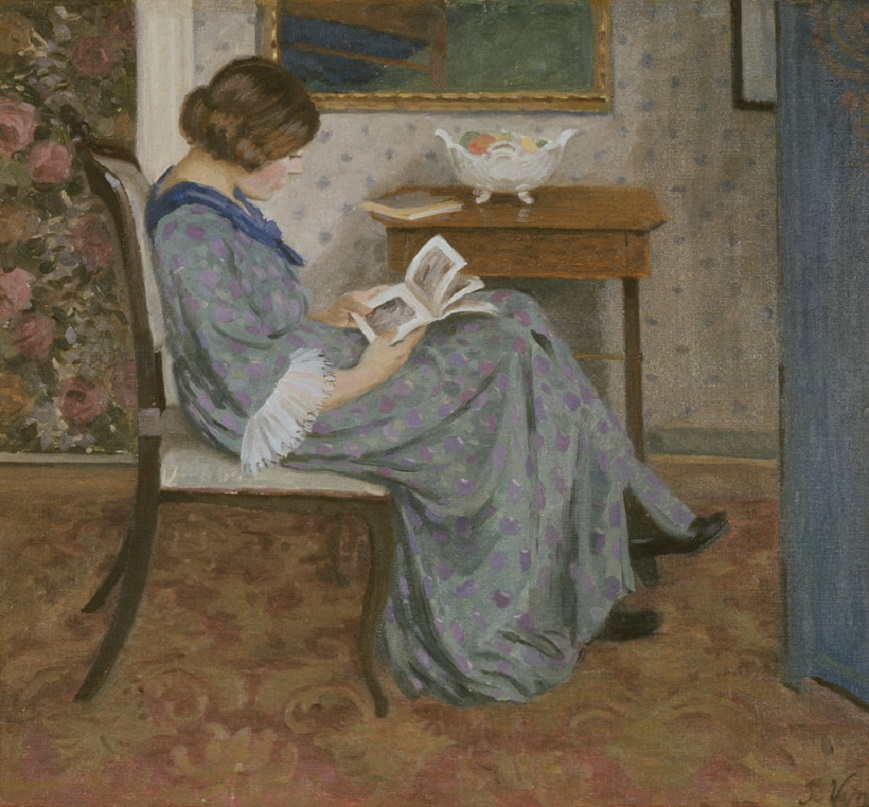
Rudolf Vejrych Anna v modrém (1908)
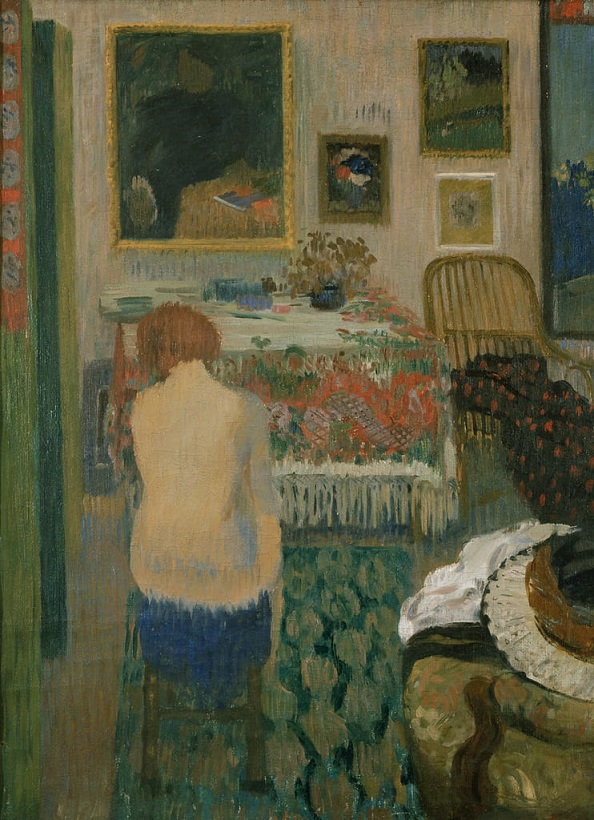
Rudolf Vejrych Akt v ateliéru (1912)
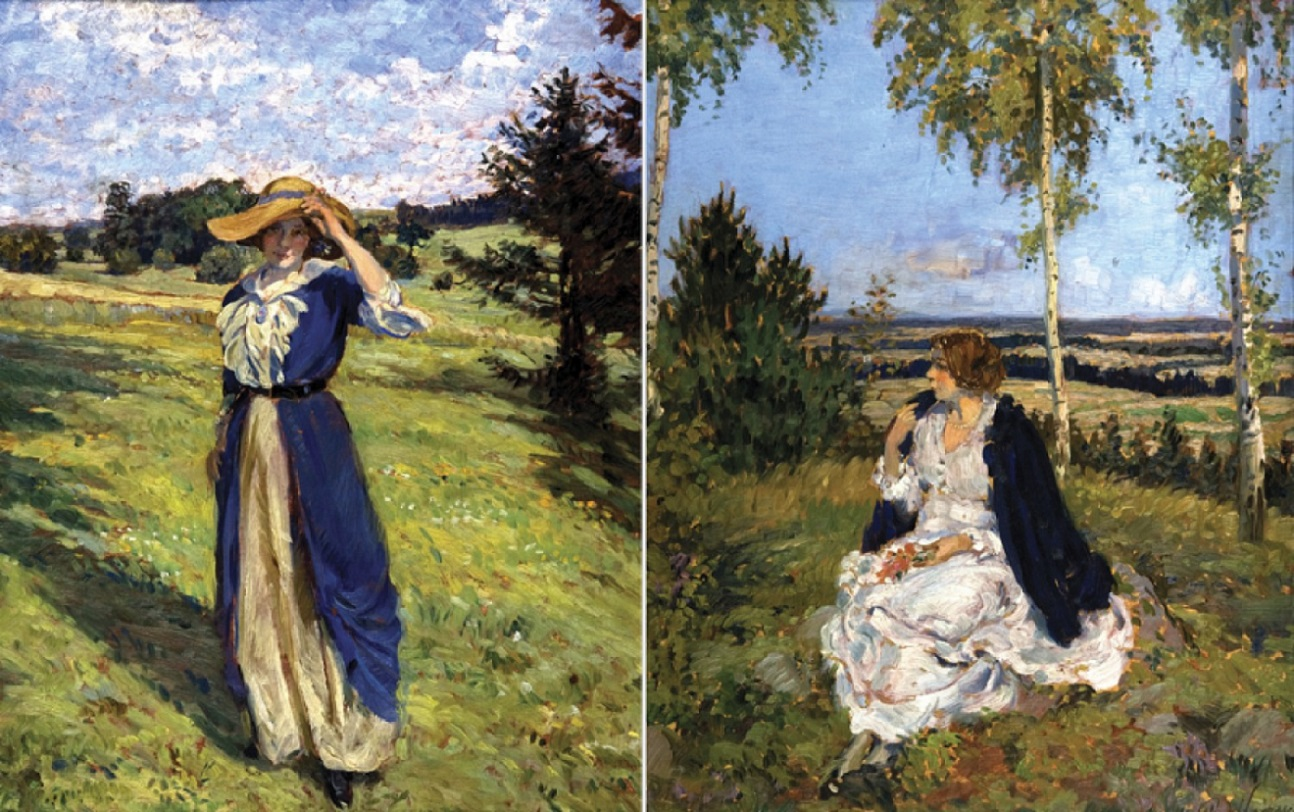
Rudolf Vejrych Dáma v krajině
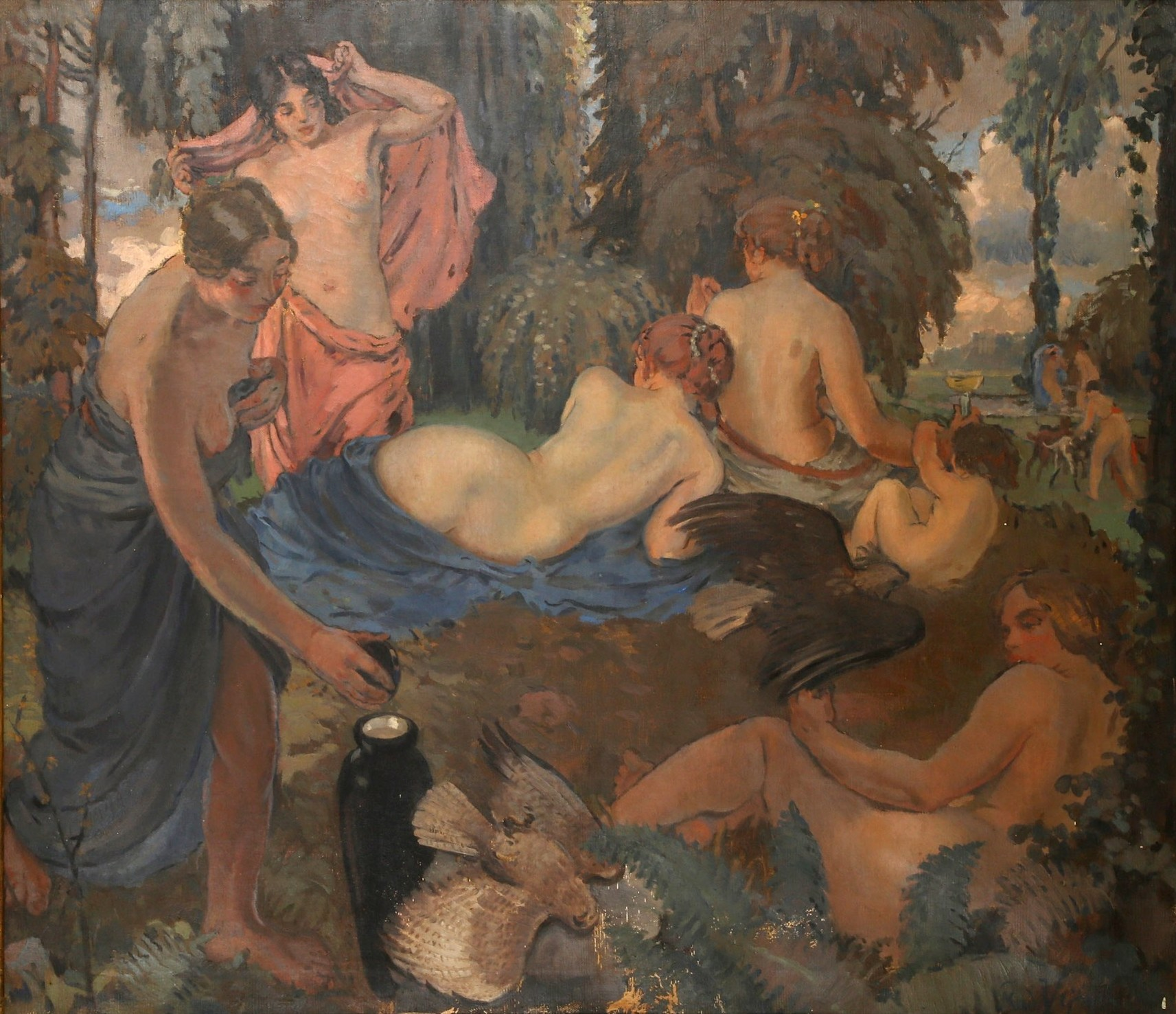
Rudolf Vejrych Bohyně a její nymfy
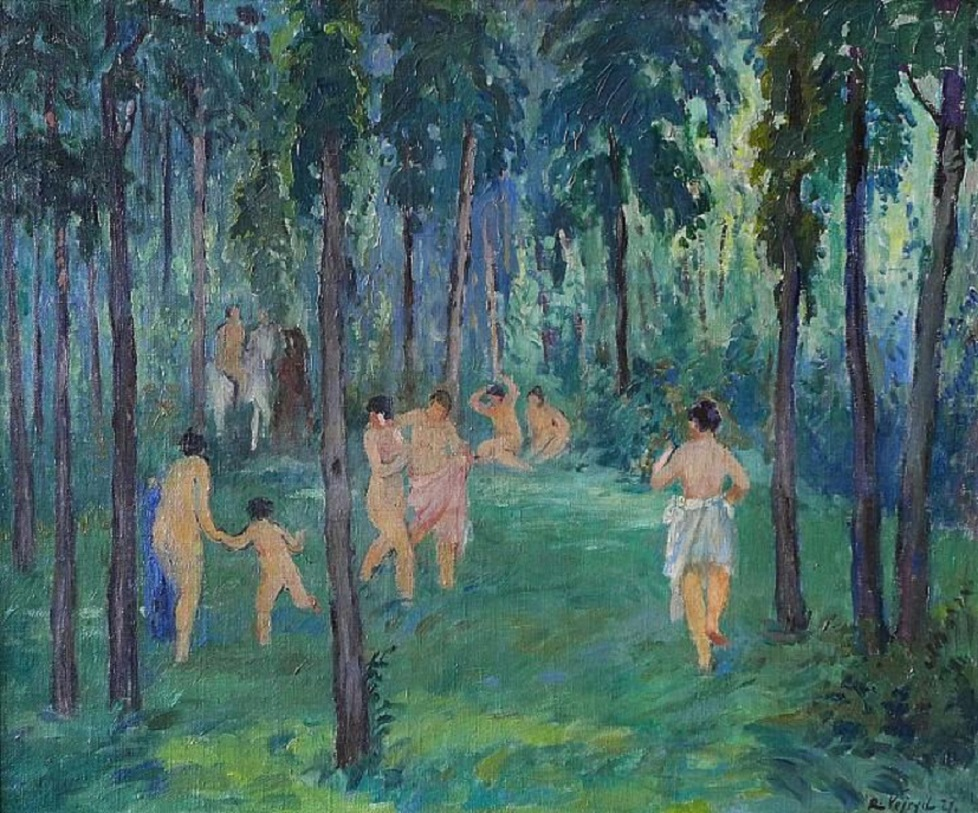
Rudolf Vejrych Nahé dívky v lese (1921)
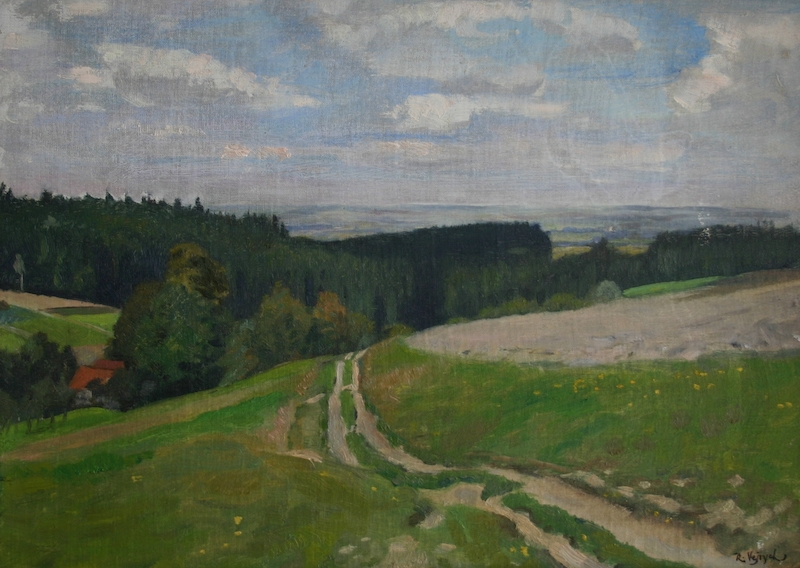
Rudolf Vejrych Polní cesta nad kozlovským Dolíkem (kol. 1924)
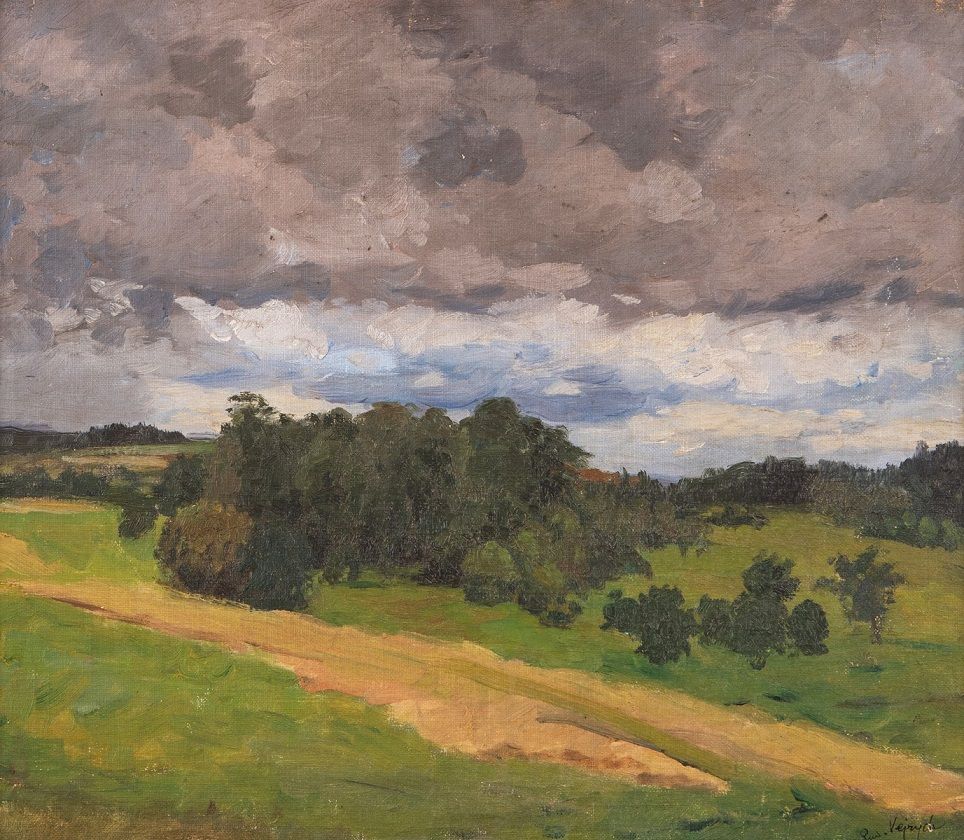
Rudolf Vejrych Bouřka
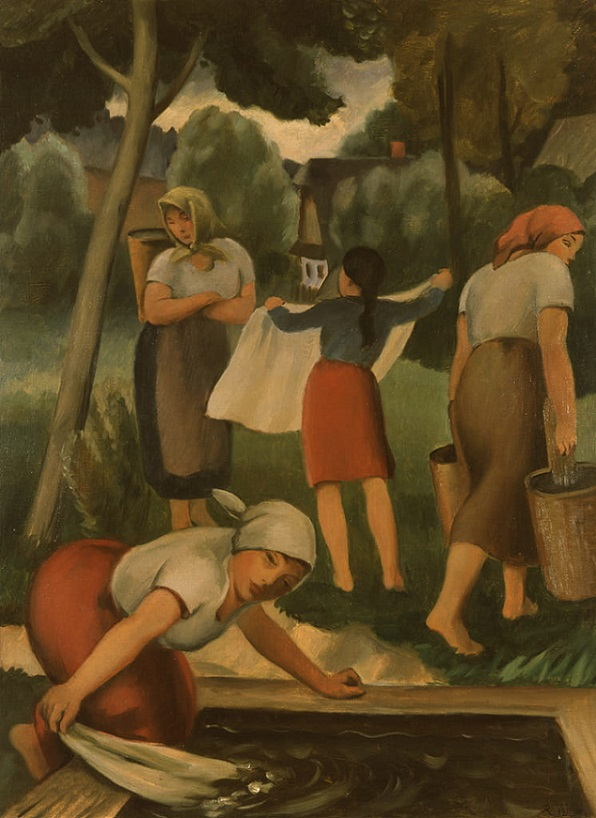
Rudolf Vejrych Pradleny (1926)
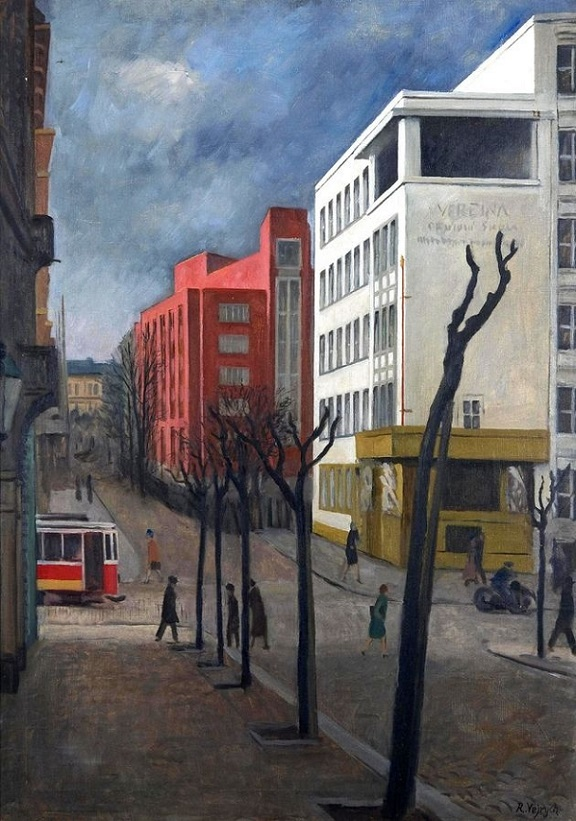
Rudolf Vejrych Škola
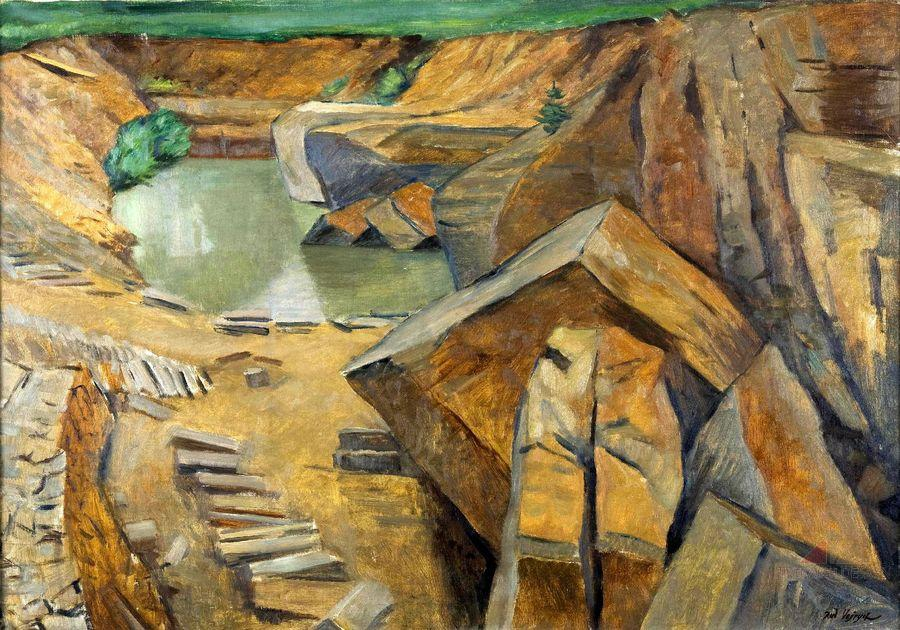
Rudolf Vejrych Lom (kol. 1932)
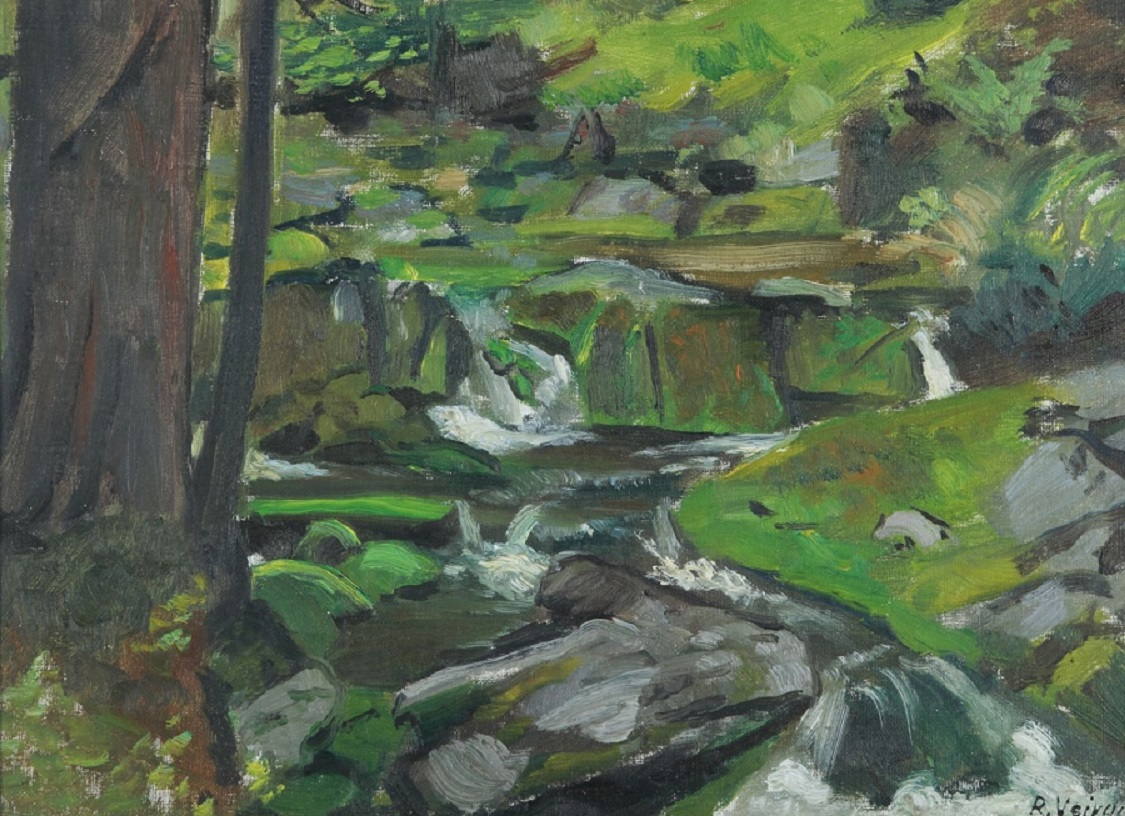
Rudolf Vejrych Lesní potůček (1932)
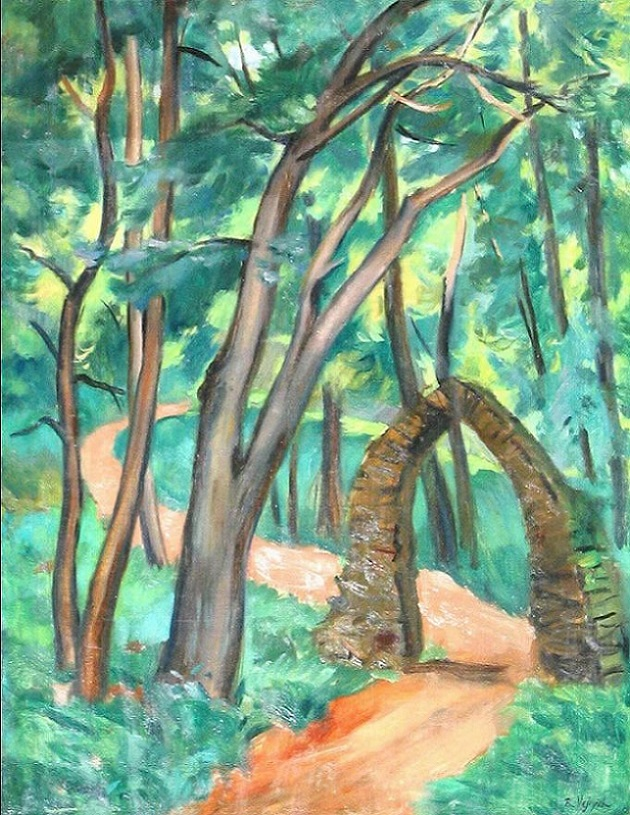
Rudolf Vejrych Brána v lese
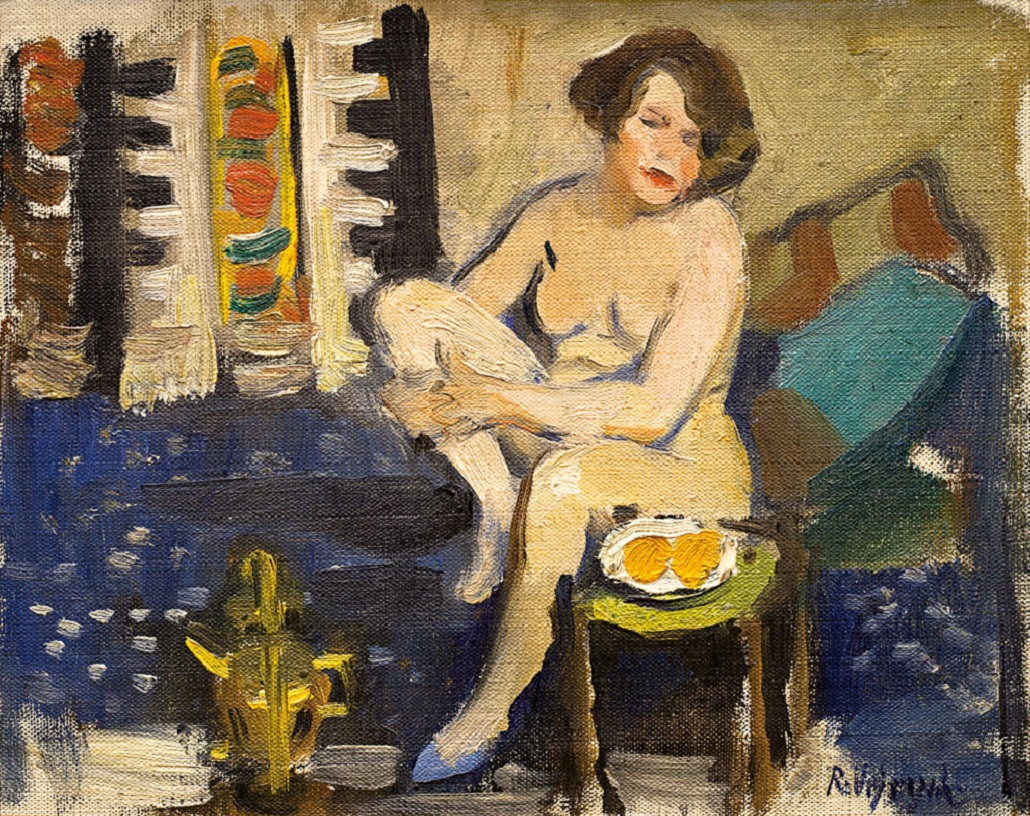
Rudolf Vejrych Ženský akt (studie)
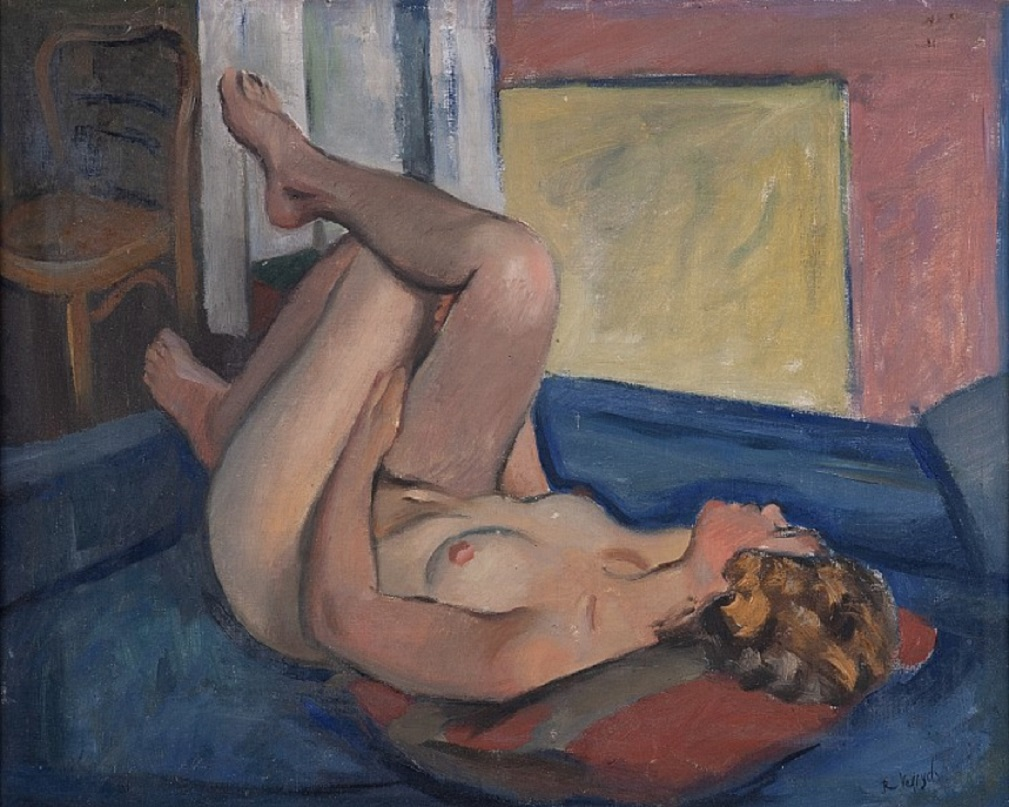
Rudolf Vejrych Ležící ženský akt
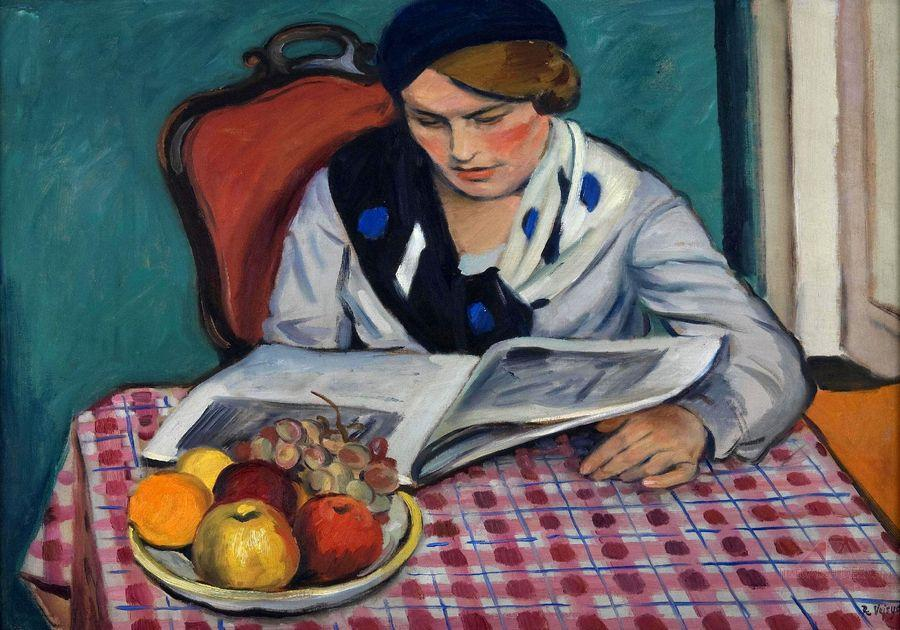
Rudolf Vejrych Čtenářka (Božena Solarová)
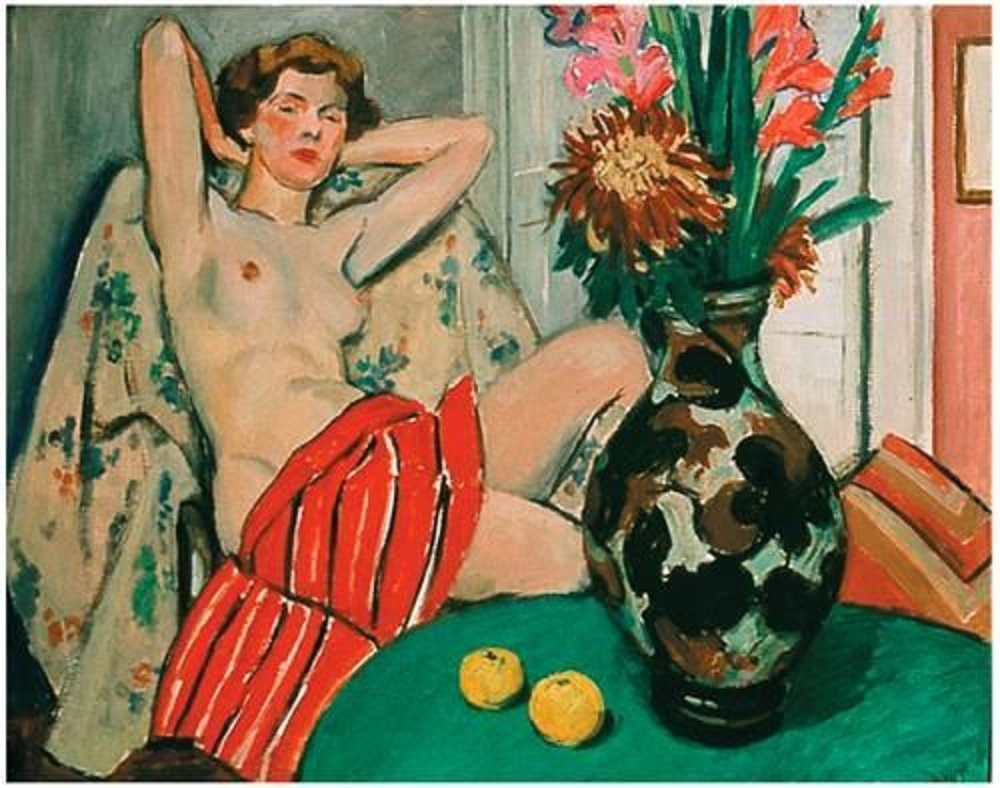
Rudolf Vejrych Akt s kyticí (1934)
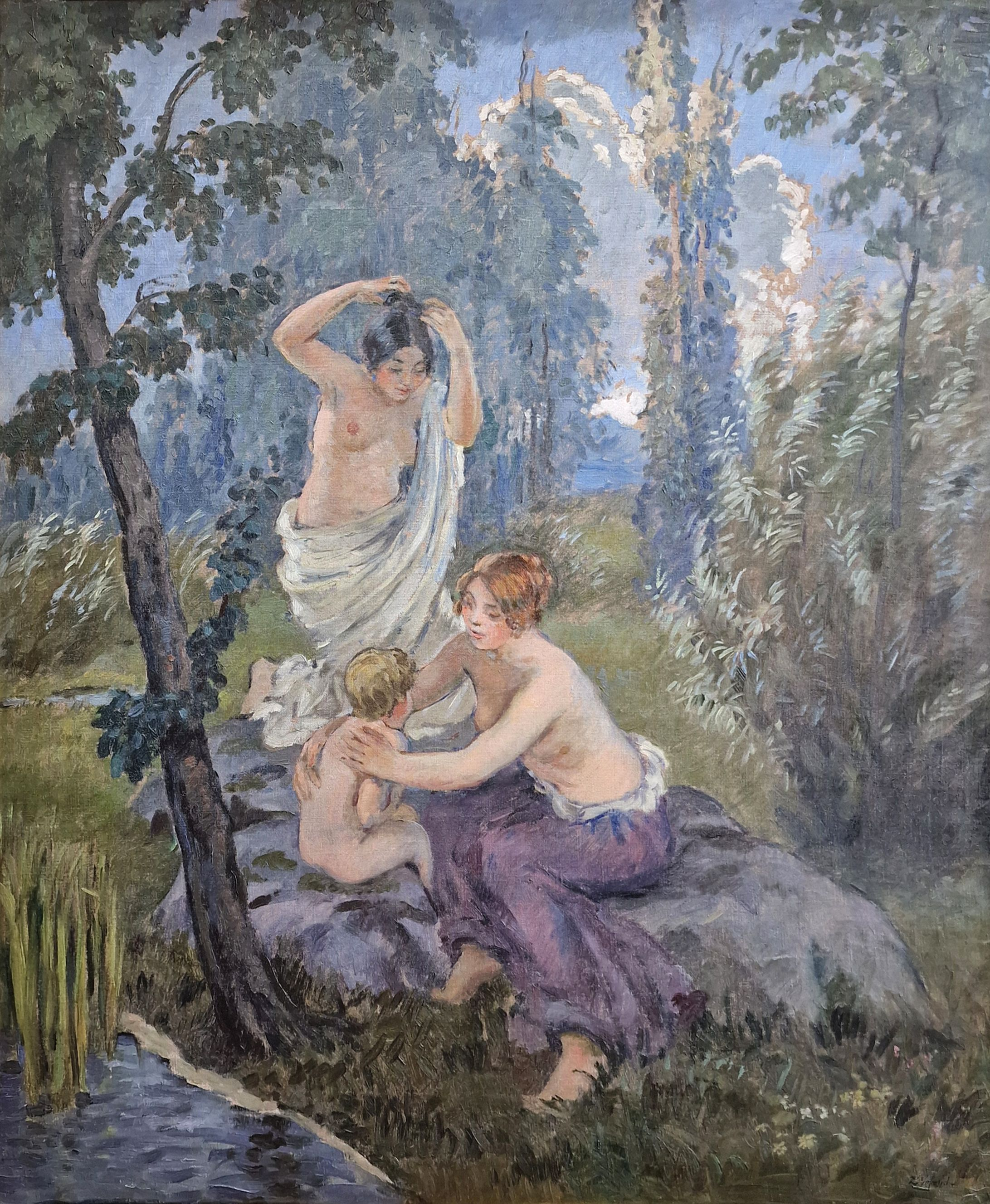
Rudolf Vejrych - Koupání